# Будівництво 384 і ВТТ
Будівництво 384 і ВТТ (рос. СТРОИТЕЛЬСТВО 384 И ИТЛ, Глазовлаг, Глазовский ИТЛ, ИТЛ Строительства 384) — підрозділ системи виправно-трудових установ ГУЛАГ, створений для будівництва заводу з регенерації урану (нині Чепецкий механічний завод).
Час існування: організовано між 17.03.49 і 06.04.49 (перейменований з Будівництво 904 і ВТТ);

закритий 29.04.53.

## Підпорядкування і дислокація
- ГУЛПС (як наступник БУДІВНИЦТВА 904 І ВТТ);
- ГУЛАГ МЮ з 02.04.53.

Дислокація: Удмуртська АРСР, Глазов.

## Виконувані роботи
- будівництво заводу 752 МХП (Кірово-Чепецьк) і промислового будівництва в Глазові,
- обслуговування «Главелектромонтажа» Міністерства будівництва підприємств важкої індустрії (МСПТИ) в р-ні г. Глазова,
- будівництво заводу сухої штукатурки, ТЕЦ, цеху переробки рядової руди,
- будівництво житла та об'єктів соціального культурного побуту для прикамської контори Головміськстроя СРСР, службових та господарських приміщень при заводі 544 і казарм спеціальних частин ГУВО МГБ при заводі 752,
- обслуговування Глазовського цегельного заводу ,
- лісозаготівлі в Омутнінському р-ні Кіровської обл. до 16.05.51, обслуговування ДОКу,
- будівництво в м. Молотові.

## Чисельність з/к
- 01.01.50 — 10 448,
- 01.01.51 — 6948,
- 01.01.52 — 5735,
- 01.01.53 — 5571;
- 10.04.52 — 45832;
- 15.04.53 — 5501